# Manuel Rodulfo Tardo
Manuel Rodulfo Tardo (Matanzas, Cuba, 18 de febrero de 1914 - Nueva York, EE. UU., 22 de diciembre de 1998) 
Cursa estudios en la Academia de Artes Plásticas San Alejandro ”, La Habana, Cuba, junto con Juan Esnard Heydrich y José Francisco Cobos y alumno de Juan José Sicre. También estudio en The Sculpture Center, Nueva York, EE. UU.
Desarrolla la escultura y el dibujo.Fundó junto con Rafael Soriano, Juan Esnard Heydrich y Roberto Diago la Escuela de Bellas Artes de Matanzas.

## Exposiciones personales
Su obra se expuso de manera individual en "Exposición Manuel Rodulfo Tardo". Lyceum, La Habana, Cuba, 1941 y "Rodulfo Tardo. Recent Sculptures/Gisela Hernández. Selected Drawings". Horizon Galleries, Nueva York, EE. UU., 1982, entre otras. 

## Exposiciones colectivas
Participa de manera colectiva en: 1a. Bienal Hispanoamericana de Arte. Madrid 1951. Instituto de Cultura Hispánica, Madrid, España. Exposición Bienal Hispanoamericana de Arte, Instituto Cultural Cubano Español, La Habana, Cuba, 1951. Hispanic American Artists of the United States: Argentina, Bolivia, Chile, Cuba, Uruguay. Museum of Modern Art of Latin America, Washington D. C., EE. UU., 1978.

## Premios

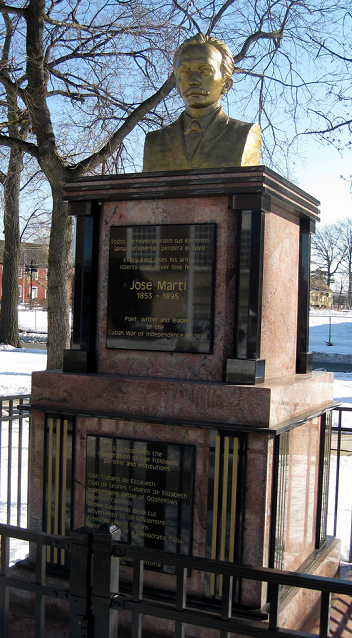
Monumento a Jose Marti

Obtiene entre los premios la "Primera Medalla de Dibujo". Primer Salón de Pintura, Dibujo y Escultura de Matanzas, Cuba, 1939. "Premio. Inter American Art Exhibition", University of Tampa, Tampa, Florida, EE. UU., 1950. "Premio de Mérito". VIII Salón Nacional de Pintura y Escultura, Museo Nacional de Bellas Artes, La Habana, Cuba, 1956, entre otros. 

## Colecciones
Su principal colección se encuentra expuesta en el Museo Nacional de Bellas Artes, La Habana, Cuba.